# Stephani Victor
Stephani Victor est une skieuse handisport américaine, puis suisse depuis 2017, née le 29 août 1969 à Ames (Iowa).

## Palmarès

### Jeux paralympiques
| Édition / Épreuve                      | Descente                               | Super-G | Slalom géant                          | Slalom                                | Combiné alpin                     |
| -------------------------------------- | -------------------------------------- | ------- | ------------------------------------- | ------------------------------------- | --------------------------------- |
| Jeux paralympiques 2002 Salt Lake City | Médaille de bronze, Jeux paralympiques | 6e      | 5e                                    | DNF                                   | Épreuve inexistante à cette date  |
| Jeux paralympiques 2006 Turin          | 5e                                     | 4e      | 4e                                    | Médaille d'or, Jeux paralympiques     | Épreuve inexistante à cette date  |
| Jeux paralympiques 2010 Vancouver      | 4e                                     | 5e      | Médaille d'argent, Jeux paralympiques | Médaille d'argent, Jeux paralympiques | Médaille d'or, Jeux paralympiques |
| Jeux paralympiques 2014 Sotchi         | —                                      | DNF     | —                                     | —                                     | —                                 |
| Jeux paralympiques 2018 Pyeongchang    | DNF                                    | 6e      | 4e                                    | DNF                                   | DSQ                               |

Légende :
- : première place, médaille d'or
- : deuxième place, médaille d'argent
- : troisième place, médaille de bronze
- : pas d'épreuve
- — : non disputée par Stephani Victor
- DNF : N'a pas terminé
- DSQ : Disqualifiée